# Emilio García Armenta
Emilio García Armenta (Montilla, 20 de julio de 1908-Sevilla, 18 de julio de 1971) fue un orfebre especializado en temas de la Semana Santa sevillana y maestro de la Escuela de Artes y Oficios Artísticos de Sevilla.

## Biografía
Nació en Montilla (Córdoba), donde empezó a trabajar a los doce años. Simultaneó el trabajo con los estudios en la Escuela de Artes y Oficios Artísticos de la ciudad, destacando en dibujo y grabado.
La iniciación en el oficio de orfebre la realizó en distintos talleres cordobeses: como el taller de Fragero, taller de Peiro y el taller de los hermanos Pepe y Cayetano González.
Se casó el 25 de diciembre de 1938 con Isabel Concepción Bustillo Moreno. A finales de 1939 se trasladó a Sevilla para comenzar a trabajar en el taller de Francisco Bautista. Poco tiempo después se independiza abriendo su propio taller en el barrio de Triana en un semisótano de la calle Juan Cotarelo (hoy calle Condes de Bustillo). En este taller hace sus primeros trabajos con repercusión como los respiraderos del paso de la Virgen de las Angustias de la Hermandad de los Estudiantes; micrófono de oro y arcón de plata y cuero regalado por el Gobierno de España al papa Pío XII con motivo del Año Santo de 1950. Para la entrega de esta última obra fue invitado por el gobierno y formó parte de la comitiva diplomática que se desplazó a Roma a la entrega. Le acompañó otro orfebre coartífice de la obra, Manuel Seco Velasco. Este trabajo le mereció ser condecorado con la Cruz de la Orden de Alfonso X El Sabio.
En 1950 se trasladó a una nueva casa que él mismo encargó en la misma calle Juan Cotarelo, donde instalaría su nuevo taller,  y donde viviría y moriría. De este taller salieron el resto de trabajos que forman su amplio legado artístico.
En 1958 sacó por oposición una plaza de Maestro de Taller de la Escuela de Artes y Oficios Artísticos de Sevilla convocada por el Ministerio de Educación. La Escuela de Artes y Oficios Artísticos de Sevilla estaba situada en una casa palaciega en la calle Zaragoza. El balcón principal de este edificio lució durante muchos años un escudo de España hecho en clase por sus alumnos en hierro, acero y latón.
Murió en el año 1971 en Sevilla, en la misma casa donde tenía su taller, a causa de una larga enfermedad de cáncer.

## Obra
Trabajó para la mayoría de las Hermandades de la Semana Santa de Sevilla. Algunos de sus trabajos más destacados son:
- Carreta, candelabros y jarras, todo en plata, así como coronita y ráfaga de la Virgen y del Niño del estandarte Simpecado para la Hermandad del Rocío de Triana. Sevilla, España.
- Respiraderos de plata, candelabros y ciriales del paso de la Esperanza de Triana. Sevilla, España
- Respiraderos del paso de la Virgen de la Angustia de la Hermandad de los Estudiantes. Sevilla, España.
- Varales para el paso de la Virgen de la Hermandad de la Estrella. Sevilla, España
- Respiraderos del paso de la Virgen de la Hermandad de San Gonzalo. Sevilla, España.
- Corona de la Virgen de Gracia y Esperanza de San Roque. Sevilla, España.
- Candelería, jarras y ciriales, todo ello en plata, para el paso de la Virgen de la Hermandad del Cachorro. Sevilla, España.
- Todo el nuevo paso de la Virgen, con sus jarras, faroles, ciriales y corona, de la Virgen de la Hermandad de Santa Cruz. Sevilla, España.
- Ráfaga de oro para la Soledad de la Hermandad de San Buenaventura. Sevilla, España. Para esta Hermandad proyectó, realizó y dirigió su grandioso paso en madera de caoba y plata que por su envergadura y problemas económicos de la Hermandad pasaron unos 18 años desde la iniciación del proyecto hasta su finalización. García de Armenta, notándose enfermo de gravedad sin haber concluido su obra (murió en 1971), recomendó a la Hermandad el orfebre que , según su criterio, iría mejor para terminar la obra, Jesús Domínguez. De la misma manera tenía el encargo y el proyecto realizado de una corona de oro para la virgen de las Mercedes del Tiro de Línea cuando le sorprendió la enfermedad. También recomendó a la Hermandad el orfebre antes citado, quien la hizo.

Otros trabajos, tal vez, menos conocidos, son:
- Dos atriles de plata para la Hermandad de Jesús del Gran Poder. Sevilla, España.
- Dibujo a pluma de la orla de las convocatorias de la Hermandad del Rocío de Triana en 1956. Sevilla, España.
- Corona en plata para la Virgen y el Niño de la patrona de Vejer de la Frontera, España.
- Corona y ráfaga para la virgen del Águila de Alcalá de Guadaira de Sevilla, España.
- Corona y ráfaga en plata de la Virgen del Rosario de la Macarena de la Basílica de La Macarena. Sevilla, España.
- Corona en plata para tener en el “camerino” de la Esperanza Macarena de Sevilla, España.
- Copón en plata y marfil para la Hermandad de la Macarena, regalo de las Hermandades de Penitencia de Sevilla. Sevilla, España.
- Talla en madera de ciprés de la Virgen y el Niño y realización de todos sus atributos en plata de ley sobredorada de la Virgen del Rocio del Simpecado de la Hdad. del Rocio de Dos Hermanas (Sevilla, España) en 1941.

## Premios
- Cruz de la Orden de Alfonso X el Sabio, Madrid 18 de julio de 1950. Otorgada por su trabajo en el micrófono y arcón de música regalado por el gobierno español al papa Pio XII, con motivo del Año Santo de 1950.
- Diploma de Honor al Artesano en Orfebrería en el concurso-exposición de artesanía, en Sevilla en 1949.
- Premio al Mérito en II Feria Muestrario, en Córdoba 1953.
- Segundo premio en la I Exposición Internacional de Artesanía, en 1953
- Primer premio “Ánfora de plata” en la 1ª Exposición de Artesanía en Jerez mayo del 1954. La obra presentada a la exposición fue el “Calvario” de plata repujada, perteneciente al frente del respiradero del paso de la Hermandad de los Estudiantes de Sevilla.
- Diploma de Honor y Medalla en la VI Exposición Nacional de Industria y Artesanía. Montilla 1956
- Diploma de Honor y Medalla en VII Exposición Nacional de Industria y Artesanía. Montilla 1957
- Premio “Región Aérea del Estrecho”. Sevilla abril de 1964
- Medalla de IV Feria de Muestras Iberoamericana. Sevilla 1964
- Premio Obra Sindical Artesanía. Madrid 1966
- Medalla de Oro Colectiva de VIII Feria de Muestras Iberoamericana. Sevilla 1968